# Schnakenpohl

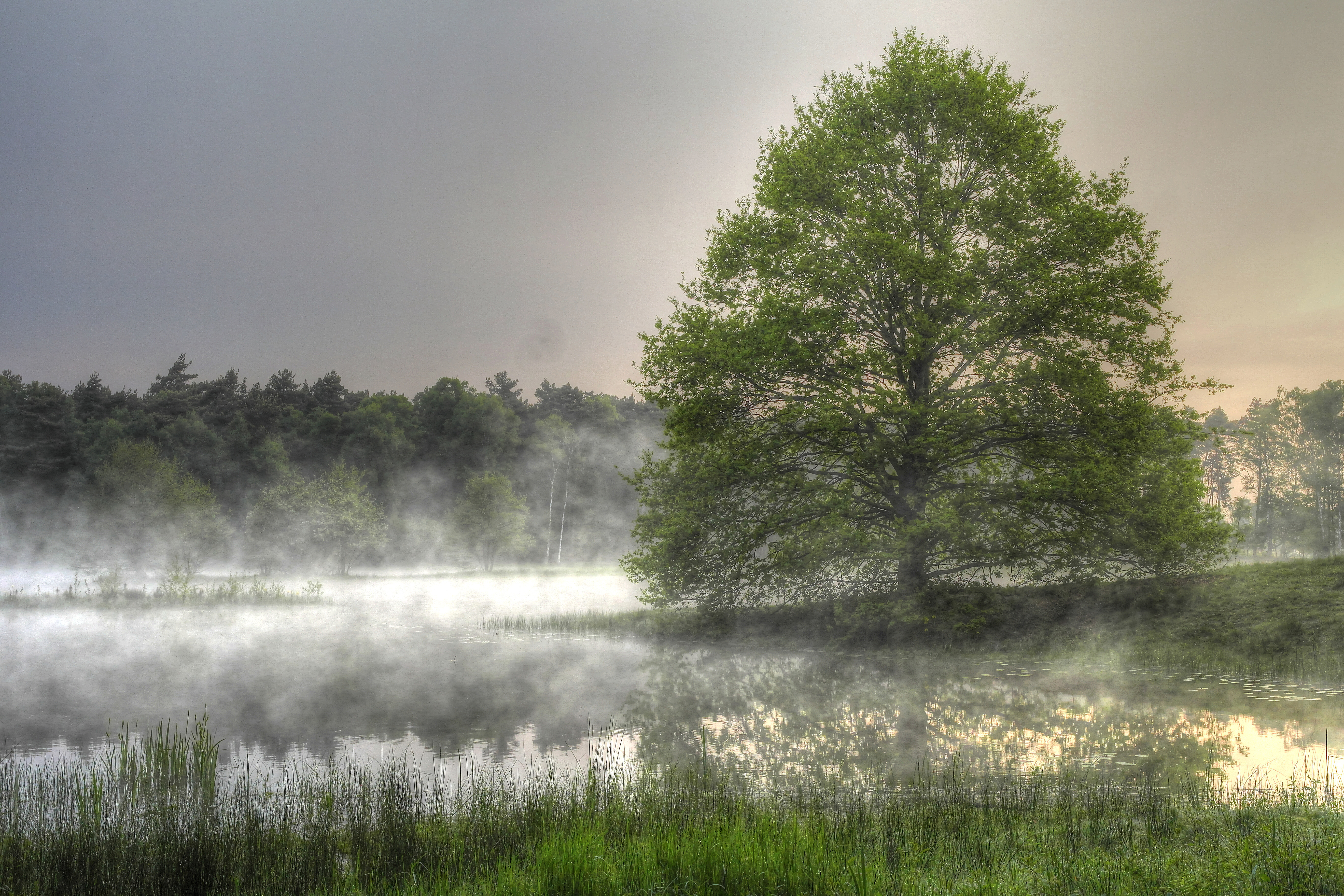
Morgennebel über dem Schnakenpohl

Das Naturschutzgebiet Schnakenpohl liegt in der Stadt Rahden im Kreis Minden-Lübbecke. Es ist rund 6,6 ha groß und wird unter der Bezeichnung MI-031 geführt. Es ist gleichzeitig als FFH-Gebiet mit der Nummer DE-3517-301 ausgewiesen.
Es liegt im Westen der Ortschaft Varl, südwestlich der Ortslage zwischen der Landesstraße 557 im Norden und der Landesstraße 770 im Süden.

## Bedeutung

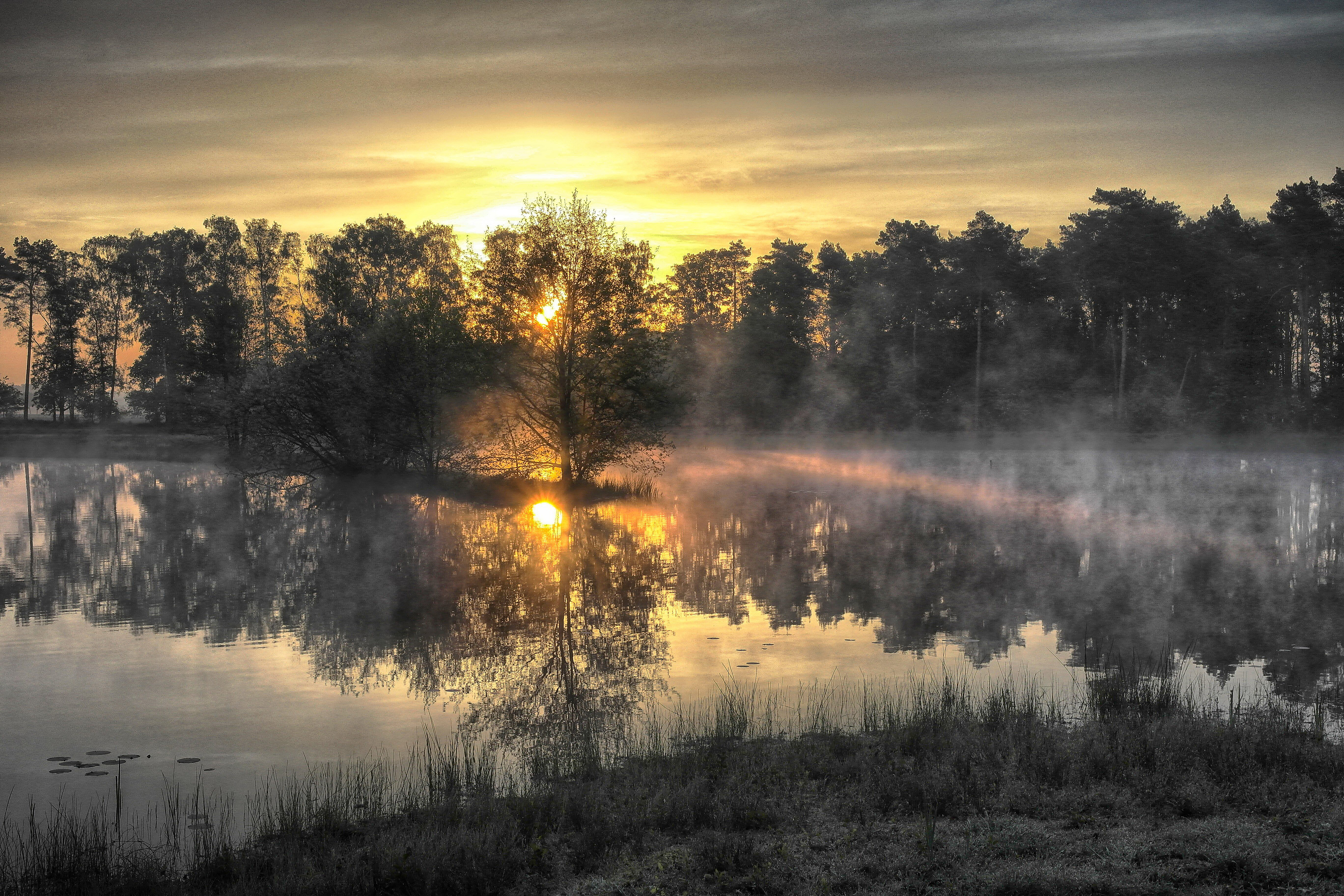
Weiher in der Morgendämmerung

Das Gewässer ist ein durch Windausblasung entstandener Heideweiher, der nur in geringem Maße eutrophiert ist. Kennzeichnend ist die naturnahe Vegetation von Heide- und Moorlebensräumen. Bedeutsam ist das Vorkommen des seltenen Sumpf-Johanniskrauts. Der Schnakenpohl ist ein wichtiges Trittsteinbiotop für die umliegenden FFH-Gebiete Oppenweher Moor und Weißes Moor.
Das Naturschutzgebiet wurde bereits 1936 ausgewiesen und ist damit das zweitälteste des Kreises Minden-Lübbecke und eines der ältesten in Westfalen.